# جيس نورمان
جيس لي نورمان (21 مارس، 2000) ممثل أمريكي. عرف بدوره في قناة نيكلوديون في مسلسل هنري البطل.

## النشأة
نورمان ولد في كوراليس (نيومكسيكو) في الولايات المتحدة. انتقل إلى كاليفورنيا الجنوبية عندما كان في الثامنة من عمره. لديه أخ وأخت أكبر منه.

## الحياة المهنية
نورمان بدأ بالتمثيل في عام 2012 عند ظهوره في مسلسل جيسي. منذ 2014، لعب دوراً أساسياً في المسلسل الهزلي هنري البطل. ومثّل أيضاً في فلمين من أفلام نيكلوديون الأصلية، انشقاق ادم، وروفس 2، التي بثت في نيكلوديون في أبريل 2017. وكان مؤدي صوت الشخصية الرئيسية في فيلم سبارك: حكاية فضائية، عرض في أبريل 2017، في 2017 و 2018 فاز بجائزة اختيار أطفال نكلوديون لممثل التلفاز الأفضل.

## وصلات خارجية
- جيس نورمان على موقع IMDb (الإنجليزية)
- جيس نورمان على موقع ألو سيني (الفرنسية)
- جيس نورمان على موقع ميوزك برينز (الإنجليزية)
- جيس نورمان على موقع أول موفي (الإنجليزية)
- جيس نورمان على موقع قاعدة بيانات الفيلم (الإنجليزية)
- جيس نورمان على موقع كينوبويسك (الروسية)

وهو مز مره